# Elecciones generales de Kenia de 2013
Las elecciones generales de Kenia de 2013 se llevaron a cabo el 4 de marzo de 2013. Se eligieron el Presidente de Kenia, senadores, gobernadores, representantes de condado y parlamentarios. Fueron las primeras elecciones celebradas bajo la nueva Constitución, que fue aprobada durante el referéndum de 2010. También serán las primeras elecciones generales a cargo de la Comisión  Independiente Electoral y de Límites.
Las elecciones presidenciales fueron efectivamente un enfrentamiento entre Uhuru Kenyatta de La Alianza Nacional (TNA) y Raila Odinga del Movimiento Democrático Naranja (ODM), con el presidente en funciones Mwai Kibaki habiendo cumplido sus dos mandatos y no podía aspirar a un tercer mandato. Kenyatta fue apoyado por La Alianza del Júbilo (el nombre se debe a la celebración del 50 aniversario de la Independencia de Kenia), mientras que Odinga fue apoyado por la Coalición para las Reformas y la Democracia (CORD). Kenyatta fue declarado ganador con el 50.5% de los votos, lo que significa que no era necesaria una segunda ronda de votación. Odinga impugnó sin éxito los resultados ante el Tribunal Supremo.

## Sistema electoral
La Constitución de 2010 prevé un sistema de dos rondas para las elecciones presidenciales, a diferencia de la anterior Constitución donde el presidente podía ser elegido por escrutinio mayoritario uninominal (mayoría simple). Con el fin de ganar en la primera vuelta, un candidato debe recibir más del 50% de los votos, así como el 25% de los votos en al menos 24 condados.

## Campaña

### Coaliciones y alianzas
La ley obligaba a todos los partidos políticos keniatas a registrar cualquier acuerdo de coalición con el Secretario de Partidos Políticos antes del 4 de diciembre de 2012. Esto dio lugar a varias discusiones publicadas entre los principales actores políticos y sus respectivos partidos que pretendían formar coaliciones preelectorales antes de la fecha límite. Otro efecto que se consideró probable fue la reducción del número de posibles candidatos. Cuatro coaliciones formadas por la fecha límite incluyen:
- La Coalición para las Reformas y la Democracia (CORD): Movimiento Democrático Naranja (ODM), Partido Limpiador, Ford-Kenia y el Partido Federal de Kenia
- La Alianza del Júbilo: La Alianza Nacional (TNA), el Partido Republicano Unido (URP) y el Foro Democrático Unido (UDF). El UDF abandonó posteriormente la coalición.
- Alianza Águila: Congreso Nacional Keniano y el Partido de Acción.
- Coalición de Pambazuka: Nuevo FORD de Kenia, Partido Visión Nacional, Partido Federal de Kenia y Partidos de KADDU. La coalición colapsó el 29 de diciembre de 2012 y varios de los partidos cambiaron su apoyo al CORD.
- Coalición Amani: UDF, Nuevo Ford de Kenia y la Unión Nacional Africana de Kenia (formado después de la salida de UDF de la Coalición Júbilo).

### Debates
Los medios de comunicación keniatas anunciaron su patrocinio de los debates presidenciales programados para ser transmitidos entre el 26 de noviembre de 2012 y el 11 de febrero de 2013 con la cobertura de ocho estaciones de televisión y 32 estaciones de radio. Los debates se pospusieron hasta enero de 2013 para permitir la finalización del proceso de nominaciones. El 25 de enero, los medios confirmaron que los debates se celebrarían el 11 de febrero de 2013 y el 25 de febrero de 2013. Otra organización patrocinó posteriormente debates presidenciales y vicepresidenciales similares aunque menos divulgados.
El primer debate se celebró el 11 de febrero de 2013 en la Escuela Internacional Brookhouse y fue moderado por Julie Gichuru y Linus Kaikai. Los debates inicialmente debían estar entre seis candidatos, excluyendo a Muite y Dida. Sin embargo, el partido de Muite se movió a la Corte y ganó la suspensión permitiéndoles ser agregados como participantes. Sin embargo, no discutieron sobre podios físicamente similares a los otros seis candidatos. El debate se dividió en dos con un descanso en el medio.
El segundo debate patrocinado por los medios se celebró el 25 de febrero de 2013 de nuevo en la Escuela Internacional Brookhouse y fue moderado por Joe Ageyo y Uduak Amimo. Todos los candidatos presidenciales participaron. Kenyatta había amenazado con retirarse del segundo debate alegando prejuicios por parte del moderador Linus Kaikai en su manejo de la cuestión del caso ICC en el primer debate.

## Conducta
A mediados de agosto de 2012, el conflicto tribal provocó el mayor número de muertes por asesinatos deliberados desde las últimas elecciones. Aunque el caso específico no tenía ningún motivo claro, los enfrentamientos pasados se han producido debido a la supuesta utilización indebida de la tierra y los recursos hídricos, sin embargo este caso fue supuestamente mayor en escala e intensidad. Se hicieron especulaciones sobre los vínculos con las elecciones en medio de un aumento de las tensiones políticas. Durante y después de las nominaciones de los partidos políticos celebradas entre el 17 y el 18 de enero de 2013, se registraron disturbios en varias partes del país, especialmente en Nairobi, Nyanza y las provincias centrales.
Las elecciones de 2013 fueron en gran parte pacíficas, aparte de un incidente en las primeras horas del 4 de marzo justo antes de que se abrieran las urnas, cuando una pandilla mató al menos a seis policías en la región de Changamwe, Mombasa. Las autoridades responsabilizaron inmediatamente al Consejo Republicano de Mombasa (un grupo separatista de la franja que se había opuesto a las elecciones y cree que la zona costera de Kenia debe ser un país separado) y arrestó a algunos de sus miembros por el incidente.

## Resultados

### Presidente
| Candidato                 | Vicepresidente            | Partido / Coalición                           | Votos               | %     |
| ------------------------- | ------------------------- | --------------------------------------------- | ------------------- | ----- |
| Uhuru Kenyatta            | William Ruto              | Alianza del Júbilo                            | 6.173.433           | 50,51 |
| Raila Odinga              | Kalonzo Musyoka           | Coalición para las Reformas and la Democracia | 5.340.546           | 43,70 |
| Musalia Mudavadi          | Jeremiah Ngayu Kioni      | Coalición Amani                               | 483.981             | 3,96  |
| Peter Kenneth             | Ronald Osumba             | Alianza Águila                                | 72.786              | 0,60  |
| Mohammed Abduba Dida      | Joshua Odongo             | Alianza por el Cambio Verdadero               | 52.848              | 0,43  |
| Martha Karua              | Augustine Lotodo          | Coalición Nacional del Arcoíris               | align=right\|43.881 | 0,36  |
| James ole Kiyiapi         | Winnie Kaburu             | Restaurar y Construir Kenia                   | 40.998              | 0,34  |
| Paul Muite                | Shem Ochuodho             | Safina                                        | 12.580              | 0,10  |
| Votos nulos               | Votos nulos               | Votos nulos                                   | 108.975             | –     |
| Total                     | Total                     | Total                                         | 12.330.028          | 100   |
| Registrados/Participación | Registrados/Participación | Registrados/Participación                     | 14.352.533          | 85,91 |
| Fuente: IEBC              |                           |                                               |                     |       |

### Senado
| Partido                                                 | Votos      | %     | Escaños           | Escaños | Escaños | Escaños        | Escaños |
| Partido                                                 | Votos      | %     | Circunscripciones | Mujeres | Jóvenes | Discapacitados | Total   |
| ------------------------------------------------------- | ---------- | ----- | ----------------- | ------- | ------- | -------------- | ------- |
| La Alianza Nacional                                     | 3.438.900  | 28,35 | 11                | 4       | 1       | 1              | 17      |
| Movimiento Democrático Naranja                          | 2.669.514  | 22,01 | 11                | 4       | 1       | 1              | 17      |
| Partido Republicano Unido                               | 1.237.784  | 10,20 | 9                 | 3       | 0       | 0              | 12      |
| Movimiento Democrático Limpiador                        | 836.850    | 6,90  | 4                 | 1       | 0       | 0              | 5       |
| Foro Democrático Unido                                  | 514.358    | 4,24  | 2                 | 1       | 0       | 0              | 3       |
| Partido Alianza de Kenia                                | 499.722    | 4,12  | 2                 | 1       | 0       | 0              | 3       |
| Unión Nacional Africana de Kenia                        | 441.645    | 3,64  | 2                 | 1       | 0       | 0              | 3       |
| Foro para la Restauración de la Democracia (FORD)–Kenia | 418.630    | 3,45  | 4                 | 0       | 0       | 0              | 4       |
| Coalición Nacional del Arcoíris                         | 340.744    | 2,81  | 1                 | 0       | 0       | 0              | 1       |
| Nuevo FORD – Kenia                                      | 191.633    | 1,58  | 0                 | 1       | 0       | 0              | 1       |
| Gran Unión Nacional                                     | 177.823    | 1,47  | 0                 | 0       | 0       | 0              | 0       |
| Partido Federal de Kenia                                | 172.248    | 1,42  | 1                 | 0       | 0       | 0              | 1       |
| Partido Democrático del Pueblo                          | 162.384    | 1,34  | 0                 | 0       | 0       | 0              | 0       |
| FORD - Pueblo                                           | 119.624    | 0,99  | 0                 | 0       | 0       | 0              | 0       |
| Partido de los Candidatos Independientes de Kenia       | 89.151     | 0,73  | 0                 | 0       | 0       | 0              | 0       |
| Partido Democrático de Kenia                            | 84.196     | 0,69  | 0                 | 0       | 0       | 0              | 0       |
| Coalición Nacional del Arcoíris – Kenia                 | 84.003     | 0,69  | 0                 | 0       | 0       | 0              | 0       |
| Partido Congreso Republicano                            | 73.666     | 0,61  | 0                 | 0       | 0       | 0              | 0       |
| Congreso Nacional de Kenia                              | 54.897     | 0,45  | 0                 | 0       | 0       | 0              | 0       |
| Partido Visión Nacional                                 | 43.556     | 0,36  | 0                 | 0       | 0       | 0              | 0       |
| Partido Shirikisho de Kenia                             | 29.940     | 0,25  | 0                 | 0       | 0       | 0              | 0       |
| Partido Agano                                           | 28.231     | 0,23  | 0                 | 0       | 0       | 0              | 0       |
| Chama Cha Mapinduzi                                     | 27.814     | 0,23  | 0                 | 0       | 0       | 0              | 0       |
| Partido Laborista                                       | 26.083     | 0,22  | 0                 | 0       | 0       | 0              | 0       |
| Partido Socialdemócrata de Kenia                        | 24.650     | 0,20  | 0                 | 0       | 0       | 0              | 0       |
| Nuevos Demócratas                                       | 22,339     | 0.18  | 0                 | 0       | 0       | 0              | 0       |
| Unión Democrática Africana de Kenia – Asili             | 20.139     | 0,17  | 0                 | 0       | 0       | 0              | 0       |
| Safina                                                  | 19.892     | 0,16  | 0                 | 0       | 0       | 0              | 0       |
| Partido Unidad de Kenia                                 | 19.870     | 0,16  | 0                 | 0       | 0       | 0              | 0       |
| Partido Popular de Kenia                                | 18.215     | 0,15  | 0                 | 0       | 0       | 0              | 0       |
| Partido de los Campesinos                               | 15.289     | 0.13  | 0                 | 0       | 0       | 0              | 0       |
| Chama Cha Uzalendo                                      | 14,731     | 0.12  | 0                 | 0       | 0       | 0              | 0       |
| Movimiento Democrático Nacional                         | 8.331      | 0,07  | 0                 | 0       | 0       | 0              | 0       |
| Partido Mwangaza                                        | 6.759      | 0,06  | 0                 | 0       | 0       | 0              | 0       |
| Partido Solidaridad de Mkenya                           | 5.257      | 0,04  | 0                 | 0       | 0       | 0              | 0       |
| Partido de Acción                                       | 5.108      | 0,04  | 0                 | 0       | 0       | 0              | 0       |
| FORD–Asili                                              | 4.478      | 0,04  | 0                 | 0       | 0       | 0              | 0       |
| Restaurar y Construir Kenia                             | 3.098      | 0,03  | 0                 | 0       | 0       | 0              | 0       |
| Chama Cha Mwananchi                                     | 2,958      | 0.02  | 0                 | 0       | 0       | 0              | 0       |
| Congreso Social de Kenia                                | 2.908      | 0,02  | 0                 | 0       | 0       | 0              | 0       |
| Movimiento Democrático Unido                            | 2.807      | 0,02  | 0                 | 0       | 0       | 0              | 0       |
| Partido Progresista de Kenia                            | 2.673      | 0,02  | 0                 | 0       | 0       | 0              | 0       |
| El Partido Independiente                                | 2.552      | 0,02  | 0                 | 0       | 0       | 0              | 0       |
| Partido Democrático de Maendeleo                        | 260        | 0.00  | 0                 | 0       | 0       | 0              | 0       |
| Independientes                                          | 165.584    | 1,36  | 0                 | 0       | 0       | 0              | 0       |
| Votos nulos                                             |            | –     | –                 | –       | –       | –              | –       |
| Total                                                   | 12.131.294 | 100   | 47                | 16      | 2       | 2              | 67      |
| Registrados/Participación                               |            |       | –                 | –       | –       | –              | –       |
| Fuente: IEBC, IPU                                       |            |       |                   |         |         |                |         |

### Asamblea Nacional
| Partido                                           | Circunscripciones | Circunscripciones | Circunscripciones | Condado (mujeres) | Condado (mujeres) | Condado (mujeres) | Escaños designados | Total |
| Partido                                           | Votes             | %                 | Escaños           | Votos             | %                 | Escaños           | Escaños designados | Total |
| ------------------------------------------------- | ----------------- | ----------------- | ----------------- | ----------------- | ----------------- | ----------------- | ------------------ | ----- |
| La Alianza Nacional                               | 3.044.810         | 24,97             | 72                | 3.380.192         | 27,93             | 13                | 3                  | 88    |
| Movimiento Democrático Naranja                    | 2.608.898         | 21,39             | 78                | 2.776.214         | 22,94             | 15                | 3                  | 96    |
| Partido Republicano Unido                         | 1.509.802         | 12,38             | 62                | 1.504.160         | 12,43             | 11                | 3                  | 76    |
| Movimiento Democrático Limpiador                  | 682.597           | 5,60              | 19                | 665.513           | 5,50              | 6                 | 1                  | 26    |
| Foro Democrático Unido                            | 452.543           | 3,71              | 11                | 284.439           | 2,35              | 0                 | 1                  | 12    |
| FORD–Kenya                                        | 429.670           | 3,52              | 10                | 249.973           | 2,07              | 0                 | 0                  | 10    |
| Coalición Nacional del Arcoíris                   | 366.256           | 3,00              | 3                 | 157.090           | 1,30              | 0                 | 0                  | 3     |
| Partido Alianza de Kenia                          | 292.652           | 2,40              | 5                 | 191.260           | 1,58              | 0                 | 0                  | 5     |
| Unión Nacional Africana de Kenia                  | 286.393           | 2,35              | 6                 | 140.635           | 1,16              | 0                 | 0                  | 6     |
| Gran Unión Nacional                               | 260.562           | 2,14              | 0                 | 196.797           | 1,63              | 0                 | 0                  | 0     |
| Partido Federal de Kenia                          | 195.742           | 1,61              | 3                 | 180.895           | 1,49              | 0                 | 0                  | 3     |
| Congreso Nacional de Kenia                        | 196.609           | 1,61              | 2                 | 368.157           | 3,04              | 0                 | 0                  | 2     |
| Partido Democrático de Kenia                      | 174.453           | 1,43              | 0                 | 105.269           | 0,87              | 0                 | 0                  | 0     |
| Nuevo FORD–Kenia                                  | 143.395           | 1,18              | 4                 | 203.929           | 1,69              | 2                 | 1                  | 7     |
| Chama Cha Uzalendo                                | 132.246           | 1,08              | 2                 | 219.990           | 1,82              | 0                 | 0                  | 2     |
| El Partido Independiente                          | 132.159           | 1,08              | 1                 | 54.558            | 0,45              | 0                 | 0                  | 1     |
| Coalición Nacional del Arcoíris – Kenia           | 99.715            | 0,82              | 1                 | 162.973           | 1,35              | 0                 | 0                  | 1     |
| Partido Democrático del Pueblo                    | 92.278            | 0,76              | 1                 | 133.783           | 1,11              | 0                 | 0                  | 1     |
| FORD–Pueblo                                       | 91.218            | 0,75              | 3                 | 48.734            | 0,40              | 0                 | 0                  | 3     |
| Partido Muungano                                  | 77.233            | 0,63              | 1                 | 9.899             | 0,08              | 0                 | 0                  | 1     |
| Partido Visión Nacional                           | 74.737            | 0,61              | 0                 | 53.876            | 0,45              | 0                 | 0                  | 0     |
| Partido Agano                                     | 62.473            | 0,51              | 0                 | 21.009            | 0,17              | 0                 | 0                  | 0     |
| Partido de los Candidatos Independientes de Kenia | 54.337            | 0,45              | 0                 | 73.143            | 0,60              | 0                 | 0                  | 0     |
| Partido Verde Mazingira de Kenia                  | 51.331            | 0,42              | 0                 | 128.483           | 1,06              | 0                 | 0                  | 0     |
| Partido Agenda Nacional                           | 48.149            | 0,39              | 0                 | 48.215            | 0,40              | 0                 | 0                  | 0     |
| Saba Saba Asili                                   | 46.793            | 0,38              | 0                 | –                 | –                 | 0                 | 0                  | 0     |
| Restaurar and Construir Kenia                     | 37.280            | 0,31              | 0                 | 51.439            | 0,43              | 0                 | 0                  | 0     |
| Movimiento Democrático Unido                      | 34.904            | 0,29              | 0                 | 19.068            | 0,16              | 0                 | 0                  | 0     |
| Partido Democrático de Maendeleo                  | 34.564            | 0,28              | 1                 | 84.744            | 0,70              | 0                 | 0                  | 1     |
| Partido Progresista de Kenia                      | 32.768            | 0,27              | 0                 | 28.366            | 0,23              | 0                 | 0                  | 0     |
| Partido Laborista                                 | 31,328            | 0.26              | 0                 | 93,522            | 0.77              | 0                 | 0                  | 0     |
| Partido Mwangaza                                  | 29.670            | 0,24              | 0                 | 6.756             | 0,06              | 0                 | 0                  | 0     |
| Partido de los Campesinos                         | 24.776            | 0,20              | 0                 | 36.021            | 0,30              | 0                 | 0                  | 0     |
| Safina                                            | 23.529            | 0,19              | 0                 | 55.724            | 0,46              | 0                 | 0                  | 0     |
| Nuevos Demócratas                                 | 22.401            | 0,18              | 0                 | 21.531            | 0,18              | 0                 | 0                  | 0     |
| Alianza Democrática Nacional de Kenia             | 22.177            | 0,18              | 0                 | 2.528             | 0,02              | 0                 | 0                  | 0     |
| Partido Popular de Kenia                          | 21.454            | 0,18              | 0                 | 29.693            | 0,25              | 0                 | 0                  | 0     |
| Unión Democrática Africana de Kenia – Asili       | 19.907            | 0,16              | 1                 | 17.834            | 0,15              | 0                 | 0                  | 1     |
| Partido Socialdemócrata de Kenia                  | 18.284            | 0,15              | 0                 | 7.684             | 0,06              | 0                 | 0                  | 0     |
| Partido Congreso Republicano                      | 15.733            | 0,13              | 0                 | 41.631            | 0,34              | 0                 | 0                  | 0     |
| Partido Unidad de Kenia                           | 15.215            | 0,12              | 0                 | 19.625            | 0,16              | 0                 | 0                  | 0     |
| Congreso Social de Kenia                          | 12.663            | 0,10              | 0                 | 4.895             | 0,04              | 0                 | 0                  | 0     |
| Sisi Kwa Sisi                                     | 12.405            | 0,10              | 0                 | –                 | –                 | 0                 | 0                  | 0     |
| Mzalendo Saba Saba                                | 12.131            | 0,10              | 0                 | 10.854            | 0,09              | 0                 | 0                  | 0     |
| Partido Laborista Nacional                        | 10.199            | 0,08              | 0                 | –                 | –                 | 0                 | 0                  | 0     |
| Partido Shirikisho de Kenia                       | 8.610             | 0,07              | 0                 | 2.490             | 0,02              | 0                 | 0                  | 0     |
| Partido del Pueblo Patriótico                     | 7.350             | 0,06              | 0                 | 4.935             | 0,04              | 0                 | 0                  | 0     |
| Party de la Unidad Democrática                    | 7.224             | 0,06              | 0                 | 11.970            | 0,10              | 0                 | 0                  | 0     |
| Chama Cha Mwananchi                               | 6.273             | 0,05              | 0                 | –                 | –                 | 0                 | 0                  | 0     |
| Chama Cha Mapinduzi                               | 5,235             | 0.04              | 0                 | 103,409           | 0.85              | 0                 |                    |       |
| Movimiento Solidaridad de Mkenya                  | 5.223             | 0,04              | 0                 | 7.076             | 0,06              | 0                 | 0                  | 0     |
| Partido de Acción                                 | 2.675             | 0,02              | 0                 | –                 | –                 | 0                 | 0                  | 0     |
| FORD–Asili                                        | 1.639             | 0,01              | 0                 | 5.403             | 0,04              | 0                 | 0                  | 0     |
| Movimiento Democrático Nacional                   | 1.443             | 0,01              | 0                 | 6.021             | 0,05              | 0                 | 0                  | 0     |
| Partido Nacional de Kenia                         | 1.372             | 0,01              | 0                 | –                 | –                 | 0                 | 0                  | 0     |
| UDP                                               | 893               | 0.01              | 0                 | –                 | –                 | 0                 | 0                  | 0     |
| NAC                                               | 757               | 0.01              | 0                 | –                 | –                 | 0                 | 0                  | 0     |
| Partido de la Libertad Republicana                | 341               | 0.00              | 0                 | –                 | –                 | 0                 | 0                  | 0     |
| Demócratas Nacionales                             | 182               | 0.00              | 0                 | –                 | –                 | 0                 | 0                  | 0     |
| Alianza del Cambio Verdadero                      | 96                | 0.00              | 0                 | –                 | –                 | 0                 | 0                  | 0     |
| Independientes                                    | 107.898           | 0,88              | 4                 | 69.163            | 0,57              | 0                 | 0                  | 4     |
| Invalid/blank votes                               |                   | –                 | –                 |                   | –                 | –                 | –                  | –     |
| Total                                             | 12.195.650        | 100               | 290               | 12,101,568        | 100               | 47                | 12                 | 349   |
| Registrados/Participación                         |                   |                   | –                 |                   |                   | –                 | –                  | –     |
| Fuente: IEBC                                      |                   |                   |                   |                   |                   |                   |                    |       |